# Шарлов, Людвиг Эрнестович
Людвиг Эрнестович Шарлов (1886—1942) — химик, профессор, житель блокадного Ленинграда.

## Биография
Шарлов Л. Э. родился в 1886 году в городе Санкт-Петербург в мещанской семье. В 1912 году он окончил Императорский Санкт-Петербургский университет (ныне — СПбГУ). В 1939 году Людвиг Эрнестович начал работать совместителем на кафедре неорганической химии химического факультета в этом университете, а в 1941 году стал заведующим кафедрой.
В годы Великой Отечественной войны он был жителем блокадного Ленинграда.
3 января 1942 года Шарлов Л. Э. умер от голода и был похоронен на Пискарёвском кладбище.